# Europa Universalis V
Europa Universalis V es un juego de gran estrategia el cual está siendo desarrollado por Paradox Tinto y será publicado por Paradox Interactive. Es la secuela del juego de 2013 Europa Universalis IV y la quinta entrega de la franquicia Europa Universalis. El juego fue anunciado el 8 de mayo de 2025.

## Jugabilidad
Europa Universalis V será un juego de gran estrategia que permitirá a los jugadores tomar el control de un país y guiarlo a través de la historia mundial a partir de 1337.   Una de las nuevas características presentes es la capacidad de automatizar partes del juego, permitiendo al jugador centrarse en mecánicas específicas como el comercio o el ejército mientras da control sobre las demás a la IA del juego. 
Otra nueva mecánica que introduce el juego es poder jugar como países sin territorios, como ejércitos que podrán existir sin pertenecer a un país con territorios en el mapa y países que se sostienen en base a los edificios que controlan, como órdenes religiosas y bancos.

## Desarrollo
Europa Universalis V está siendo desarrollado por el estudio Paradox Tinto. Durante el desarrollo, el proyecto se conoció como "Project Caesar",  y comenzó a ser desarrollado en 2020.   A principios de 2024,  Paradox Tinto comenzó a publicar discretamente publicaciones en sus foros llamadas "Tinto Talks", en las que mostrarían varios aspectos del Project Caesar. Estas incluían mecánicas centradas en la gestión de la economía, el mapa y representación del Sacro Imperio Romano Germánico, y las mecánicas diplomáticas.  El juego fue anunciado oficialmente el 8 de mayo de 2025.